# 400 meter för damer i friidrott vid olympiska sommarspelen 1976
400 meter för damer vid olympiska sommarspelen 1976 i Montréal avgjordes 25–29 juli.

## Medaljörer
| Gren      | Guld                    | Guld       | Silver                          | Silver | Brons                       | Brons |
| 400 meter | Irena Szewińska · Polen | 49,28 (VR) | Christina Brehmer · Östtyskland | 50,51  | Ellen Streidt · Östtyskland | 50,55 |

## Resultat
- Q innebär avancemang utifrån placering i heatet.
- q innebär avancemang utifrån total placering.
- DNS innebär att personen inte startade.
- DNF innebär att personen inte fullföljde.
- DQ innebär diskvalificering.
- NR innebär nationellt rekord.
- OR innebär olympiskt rekord.
- WR innebär världsrekord.
- WJR innebär världsrekord för juniorer
- AR innebär världsdelsrekord (area record)
- PB innebär personligt rekord.
- SB innebär säsongsbästa.

### Omgång 1

#### Heat 1
| Placering | Idrottare            | Nation         | Tid   | Noteringar |
| --------- | -------------------- | -------------- | ----- | ---------- |
| 1         | Christina Lathan     | Östtyskland    | 52,45 | Q          |
| 2         | Verona Bernard-Elder | Storbritannien | 52,60 | Q          |
| 3         | Rita Wilden          | Västtyskland   | 53,08 | Q          |
| 4         | Lorna Forde          | Barbados       | 53,93 | Q          |
| 5         | Rachelle Campbell    | Kanada         | 54,54 | Q          |

#### Heat 2
| Placering | Idrottare       | Nation         | Tid   | Noteringar |
| --------- | --------------- | -------------- | ----- | ---------- |
| 1         | Debra Sapenter  | USA            | 52,33 | Q          |
| 2         | Donna Hartley   | Storbritannien | 52,75 | Q          |
| 3         | Marita Koch     | Östtyskland    | 52,78 | Q          |
| 4         | Regine Berg     | Belgien        | 53,66 | Q          |
| 5         | Silvia Hollmann | Västtyskland   | 53,73 | Q          |
| 6         | Helen Blake     | Jamaica        | 53,93 |            |
| 7         | Ileana Hocking  | Puerto Rico    | 57,85 |            |

#### Heat 3
| Placering | Idrottare             | Nation      | Tid   | Noteringar |
| --------- | --------------------- | ----------- | ----- | ---------- |
| 1         | Ellen Streidt         | Östtyskland | 52,56 | Q          |
| 2         | Christiane Casapicola | Österrike   | 52,65 | Q          |
| 3         | Judy Canty            | Australien  | 52,88 | Q          |
| 4         | Marilyn Neufville     | Jamaica     | 52,93 | Q          |
| 5         | Rosine Wallez         | Belgien     | 52,94 | Q          |
| 6         | Jelica Pavličić       | Jugoslavien | 54,11 |            |

#### Heat 4
| Placering | Idrottare                       | Nation          | Tid   | Noteringar |
| --------- | ------------------------------- | --------------- | ----- | ---------- |
| 1         | Sheila Ingram                   | USA             | 51,83 | Q          |
| 2         | Natalja Sokolova (friidrottare) | Sovjetunionen   | 52,45 | Q          |
| 3         | Irena Szewińska                 | Polen           | 52,75 | Q          |
| 4         | Joyce Sadowick                  | Kanada          | 53,35 | Q          |
| 5         | Gladys Taylor                   | Storbritannien  | 53,46 | Q          |
| 6         | Marika Eklund-Lindholm          | Finland         | 53,64 | q          |
| 7         | Célestine N'Drin                | Elfenbenskusten | 54,13 |            |

#### Heat 5
| Placering | Idrottare             | Nation        | Tid   | Noteringar |
| --------- | --------------------- | ------------- | ----- | ---------- |
| 1         | Rosalyn Bryant        | USA           | 52,01 | Q          |
| 2         | Riitta Salin          | Finland       | 52,57 | Q          |
| 3         | Ljudmila Aksjonova    | Sovjetunionen | 52,90 | Q          |
| 4         | Bethanie Kearney      | Australien    | 52,98 | Q          |
| 5         | Ruth Williams-Simpson | Jamaica       | 54,07 | Q          |
| 6         | Helen Ritter          | Liechtenstein | 58,52 |            |

#### Heat 6
| Placering | Idrottare           | Nation        | Tid     | Noteringar |
| --------- | ------------------- | ------------- | ------- | ---------- |
| 1         | Nadezjda Iljina     | Sovjetunionen | 51,97   | Q          |
| 2         | Verna Burnard       | Australien    | 52,10   | Q          |
| 3         | Dagmar Fuhrmann     | Västtyskland  | 52,58   | Q          |
| 4         | Pirjo Wilmi-Häggman | Finland       | 52,73   | Q          |
| 5         | Marg Stride         | Kanada        | 53,21   | Q          |
| 6         | Rita Bottiglieri    | Italien       | 53,37   | q          |
| 7         | Rose-Marie Gauthier | Haiti         | 1:13,27 |            |

### Kvartsfinaler

#### Heat 1
| Placering | Idrottare           | Nation        | Tid   | Noteringar |
| --------- | ------------------- | ------------- | ----- | ---------- |
| 1         | Sheila Ingram       | USA           | 51,31 | Q          |
| 2         | Ellen Streidt       | Östtyskland   | 51,33 | Q          |
| 3         | Pirjo Wilmi-Häggman | Finland       | 51,65 | Q          |
| 4         | Ljudmila Aksjonova  | Sovjetunionen | 51,73 | Q          |
| 5         | Dagmar Fuhrmann     | Västtyskland  | 52,02 |            |
| 6         | Judy Canty          | Australien    | 52,65 |            |
| 7         | Lorna Forde         | Barbados      | 53,62 |            |
| 8         | Rachelle Campbell   | Kanada        | 54,16 |            |

#### Heat 2
| Placering | Idrottare                       | Nation         | Tid   | Noteringar |
| --------- | ------------------------------- | -------------- | ----- | ---------- |
| 1         | Natalja Sokolova (friidrottare) | Sovjetunionen  | 51,63 | Q          |
| 2         | Christina Lathan                | Östtyskland    | 51,67 | Q          |
| 3         | Verna Burnard                   | Australien     | 51,79 | Q          |
| 4         | Rita Wilden                     | Västtyskland   | 52,41 | Q          |
| 5         | Gladys Taylor                   | Storbritannien | 53,71 |            |
| 6         | Marika Eklund-Lindholm          | Finland        | 54,07 |            |
| 7         | Marg Stride                     | Kanada         | 55,02 |            |
| i.u.      | Marilyn Neufville               | Jamaica        | DNS   |            |

#### Heat 3
| Placering | Idrottare             | Nation         | Tid   | Noteringar |
| --------- | --------------------- | -------------- | ----- | ---------- |
| 1         | Debra Sapenter        | USA            | 51,23 | Q          |
| 2         | Nadezjda Iljina       | Sovjetunionen  | 51,32 | Q          |
| 3         | Bethanie Kearney      | Australien     | 51,71 | Q          |
| 4         | Christiane Casapicola | Österrike      | 52,25 | Q          |
| 5         | Verona Bernard-Elder  | Storbritannien | 52,70 |            |
| 6         | Rosine Wallez         | Belgien        | 53,04 |            |
| 7         | Silvia Hollmann       | Västtyskland   | 53,77 |            |
| 8         | Ruth Williams-Simpson | Jamaica        | 53,88 |            |

#### Heat 4
| Placering | Idrottare        | Nation         | Tid   | Noteringar |
| --------- | ---------------- | -------------- | ----- | ---------- |
| 1         | Riitta Salin     | Finland        | 51,62 | Q          |
| 2         | Rosalyn Bryant   | USA            | 51,74 | Q          |
| 3         | Marita Koch      | Östtyskland    | 51,87 | Q          |
| 4         | Irena Szewińska  | Polen          | 52,00 | Q          |
| 5         | Donna Hartley    | Storbritannien | 52,29 |            |
| 6         | Rita Bottiglieri | Italien        | 52,51 |            |
| 7         | Regine Berg      | Belgien        | 53,14 |            |
| 8         | Joyce Sadowick   | Kanada         | 53,14 |            |

### Semifinaler

#### Heat 1
| Placering | Idrottare             | Nation        | Tid   | Noteringar |
| --------- | --------------------- | ------------- | ----- | ---------- |
| 1         | Irena Szewińska       | Polen         | 50,48 | Q OR       |
| 2         | Ellen Streidt         | Östtyskland   | 50,51 | Q          |
| 3         | Sheila Ingram         | USA           | 50,90 | Q          |
| 4         | Riitta Salin          | Finland       | 51,26 | Q          |
| 5         | Bethanie Kearney      | Australien    | 51,44 |            |
| 6         | Ljudmila Aksjonova    | Sovjetunionen | 51,55 |            |
| 7         | Christiane Casapicola | Österrike     | 52,20 |            |
| i.u.      | Marita Koch           | Östtyskland   | DNS   |            |

#### Heat 2
| Placering | Idrottare                       | Nation        | Tid   | Noteringar |
| --------- | ------------------------------- | ------------- | ----- | ---------- |
| 1         | Rosalyn Bryant                  | USA           | 50,62 | Q          |
| 2         | Christina Lathan                | Östtyskland   | 50,86 | Q          |
| 3         | Pirjo Wilmi-Häggman             | Finland       | 51,03 | Q          |
| 4         | Debra Sapenter                  | USA           | 51,34 | Q          |
| 5         | Nadezjda Iljina                 | Sovjetunionen | 51,42 |            |
| 6         | Verna Burnard                   | Australien    | 51,71 |            |
| 7         | Rita Wilden                     | Västtyskland  | 51,82 |            |
| 8         | Natalja Sokolova (friidrottare) | Sovjetunionen | 51,95 |            |

### Final
| Placering | Idrottare           | Nation      | Tid   | Noteringar |
| --------- | ------------------- | ----------- | ----- | ---------- |
| 1         | Irena Szewińska     | Polen       | 49,29 | WR OR      |
| 2         | Christina Lathan    | Östtyskland | 50,51 |            |
| 3         | Ellen Streidt       | Östtyskland | 50,55 |            |
| 4         | Pirjo Wilmi-Häggman | Finland     | 50,56 |            |
| 5         | Rosalyn Bryant      | USA         | 50,65 |            |
| 6         | Sheila Ingram       | USA         | 50,90 |            |
| 7         | Riitta Salin        | Finland     | 50,98 |            |
| 8         | Debra Sapenter      | USA         | 51,66 |            |